# Quentin Wheeler
Quentin Wheeler (Quentin David Wheeler; * 27. April 1955 in Long Branch, New Jersey) ist ein ehemaliger US-amerikanischer Hürdenläufer, der sich auf die 400-Meter-Distanz spezialisiert hatte.
Bei den Olympischen Spielen 1976 in Montreal wurde er Vierter.
Für die San Diego State University startend wurde er 1976 NCAA-Meister. Seine persönliche Bestzeit von 48,39 s stellte er am 17. Juni 1979 in Walnut auf.